# Tourteau de soja

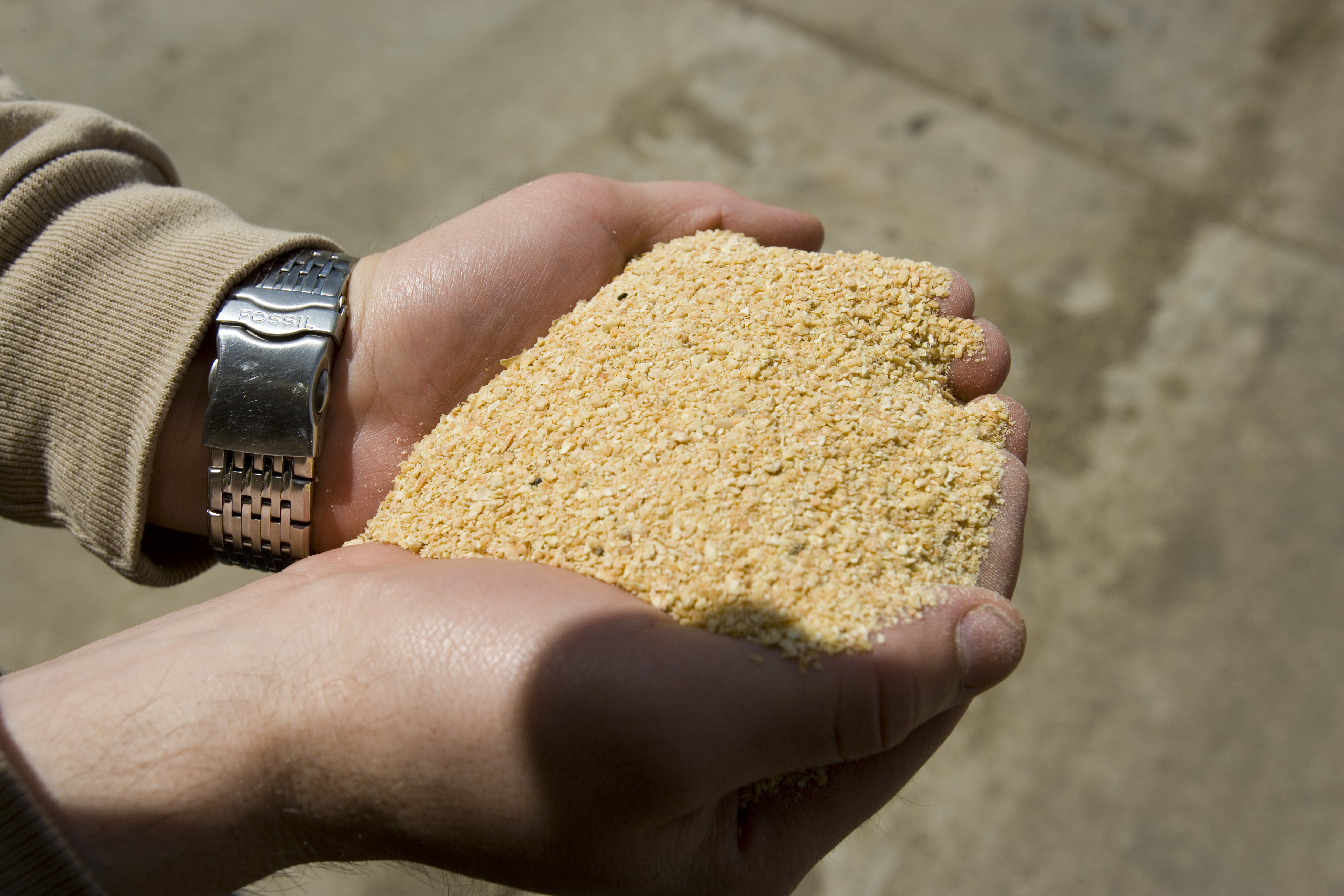
Tourteau de soja.

Le tourteau de soja est un produit dérivé du soja utilisé en alimentation animale, et marginalement en alimentation humaine, principalement comme  supplément protéique, mais aussi comme source d'énergie métabolisable. En moyenne, 1 kg de soja donne 0,8 kg de tourteau de soja.
La farine de soja est généralement, mais pas toujours, produite à partir des résidus laissés après l'extraction de l'huile par trituration des graines. (L'extraction de l'huile, qui est principalement utilisée dans les aliments, mais aussi dans les huiles industrielles, les savons et le biogazole, implique le broyage et l'extraction par pression ou par solvant). 
Certains tourteaux de soja, mais pas tous, contiennent des coques de soja broyées. Le tourteau de soja est soumis à un traitement thermique pendant la production afin de  dénaturer les  inhibiteurs de la trypsine contenus dans les graines de soja, qui sinon pourraient interférer avec la  digestion des protéines,.

## Principaux types de tourteaux de soja
Trois principaux types de tourteaux de soja sont produits :
• tourteau de soja riche en matières grasses, à base de soja entier. Sa concentration en énergie métabolisable est élevée. (Par exemple, l'énergie métabolisable de ce produit pour les porcs  est d'environ 3,69  mégacalories (soit 15,4 MJ) par kg de matière sèche). La concentration en protéines brutes est d'environ 38 %. Ce type de produit est donné comme aliment à diverses classes de bétail.
• tourteau de soja dégraissé, ne contenant pas de coque. Ce produit a une concentration énergétique intermédiaire (par exemple, l'énergie métabolisable de ce produit pour les porcs est d'environ 3,38 mégacalories (soit 14,1 MJ) par kg de matière sèche). La concentration en protéines brutes est d'environ 48 %. Ce pourcentage [qui est couramment utilisé pour décrire le produit] est calculé sur la base d'une teneur en eau de 12 %. Ainsi, la concentration en protéines brutes exprimée sur une base de matière sèche est de 54 %. Ce produit est couramment donné comme aliment aux porcs, aux poulets de chair et aux poules pondeuses.
• tourteau de soja dégraissé, contenant des coques de soja. Les coques sont facilement digérées par le bétail ruminant,,. Ce produit est souvent utilisé comme complément protéique pour les ruminants domestiques. La concentration énergétique métabolisable par les ruminants est d'environ 3,0 mégacalories (soit environ 12,5 MJ) par kg de matière sèche, et la concentration en protéines brutes est d'environ 44%. Ce dernier pourcentage [qui est couramment utilisé pour décrire le produit] est calculé à la teneur en humidité typique de 90 %. Ainsi, la concentration en protéines brutes sur une base de matière sèche est de 49 %.

## Utilisation en alimentation animale

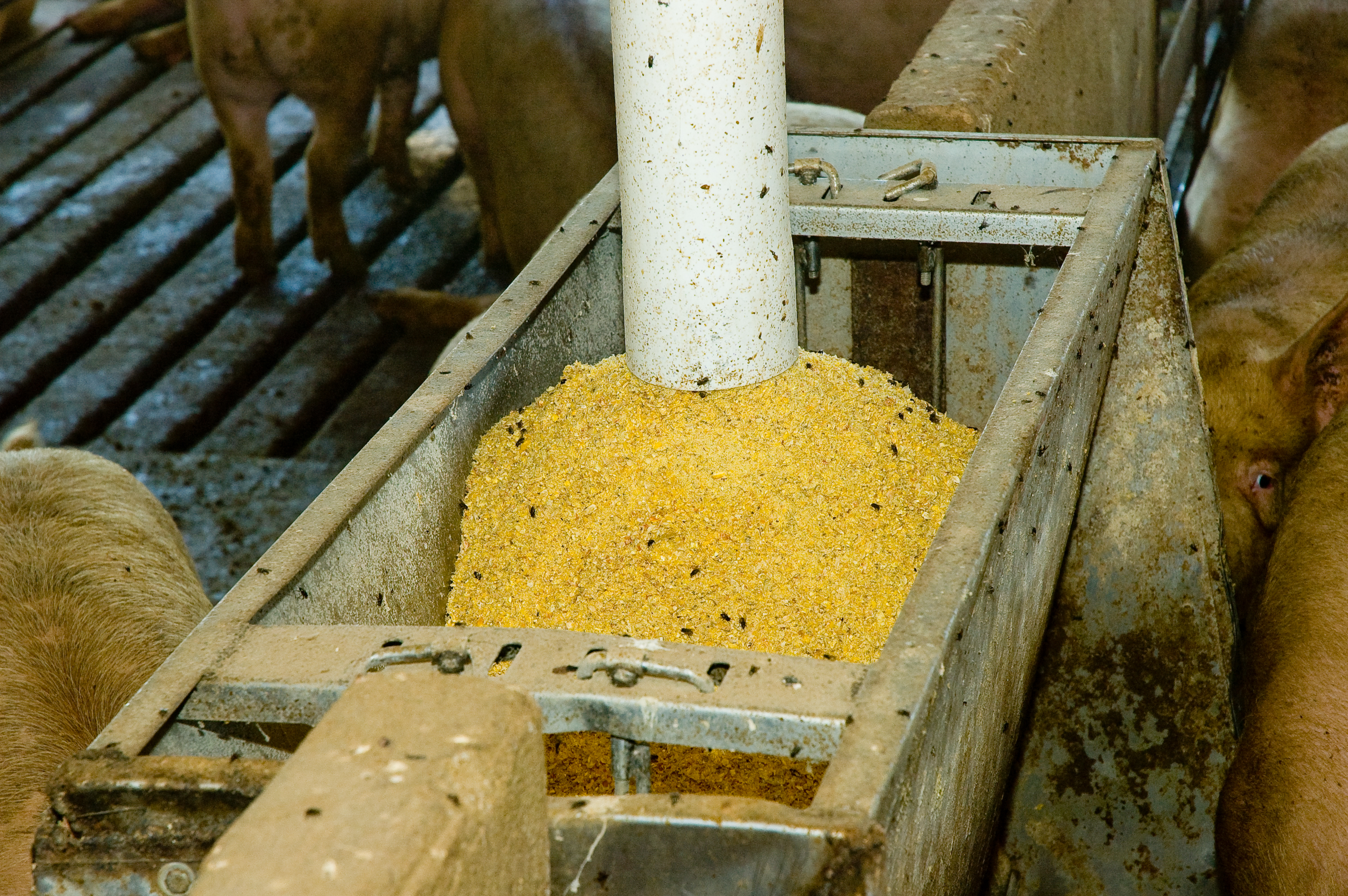
Utilisation du tourteau de soja dans l'alimentation des porcs.

Au niveau mondial, environ 98 % des tourteaux de soja sont utilisés en alimentation animale.
Sur l’ensemble de la production de soja aux États-Unis entre 2010 et 2012, environ 44 % ont été exportés sous forme de graines de soja et 53 % ont fait l'objet de trituration aux États-Unis. Sur le tonnage trituré, 19 % ont été récupérés sous la forme d'huile de soja et le reste sous forme de tourteau de soja. Sur le tonnage total de soja produit aux États-Unis, environ 35 % ont été donnés au bétail et à la volaille des États-Unis sous forme de tourteau de soja. La majeure partie du tourteau de soja produit aux États-Unis est exportée.
On estime que le soja donné aux animaux aux États-Unis se répartit à raison de 48 % pour les volailles, 26 % pour les porcs, 12 % pour les bovins, 9 % pour les bovins laitiers, 3 % pour les aliments pour poissons et environ 2 % pour la nourriture des animaux de compagnie.
Bien que cela implique que le tonnage de tourteau de soja administré à d’autres espèces est relativement mineur, une telle utilisation n’est pas sans importance. Par exemple, pour les agneaux à croissance rapide utilisant des aliments à faible teneur en protéines, le tourteau de soja peut constituer un complément important pour assurer un apport adéquat en protéines, et en partie à cause de son appétence, on recommande souvent d'incorporer du tourteau de soja dans les rations de démarrage pour l'alimentation des agneaux,.

## Utilisation en alimentation humaine
Au niveau mondial, environ 2 % du tourteau de soja est utilisé sous forme de farine et d'autres produits pour la consommation humaine.
La farine de soja constitue la base de certains laits de soja et  protéines végétales et est commercialisée sous différentes formes :  à teneur élevée en matière grasse, à faible teneur en matière grasse, déshuilée et enrichie en lécithine,.

## Phytoestrogènes
La plupart des études sur les phytoestrogènes du soja ont permis d'identifier la génistéine et  la daidzéine (isoflavones), comme les principales substances phytoestrogéniques du soja. 
L'analyse de plusieurs échantillons de farine de soja à l'aide de la  chromatographie liquide à haute performance a montré que la teneur en daidzéine varie de 226 à 2100 microgrammes par gramme et celle en génistéine de 478 à 1123 microgrammes par gramme. Pour quatre analyses de farine de soja déshuilée, les concentrations sont respectivement de 616 et 753 microgrammes par gramme, et pour une analyse de tourteau de soja (entier), les concentrations sont respectivement de 706 et 1000 microgrammes par gramme
Bien que la physiologie de la reproduction des moutons soit particulièrement sensible aux phyto-œstrogènes, certaines études ont montré que la supplémentation en farine de soja d'agneaux femelles ou de brebis au pâturage n'a eu aucun effet néfaste sur leurs performances de reproduction,.

## Exportation / Importation
L’Argentine et le Brésil possèdent à eux deux plus de 70% des parts de l’exportation mondiale des tourteaux de soja.
| Pays       | Exportation de tourteaux (en millions de tonnes) | Pays             | Importation de tourteaux (en millions de tonnes) |
| ---------- | ------------------------------------------------ | ---------------- | ------------------------------------------------ |
| Argentine  | 28,0                                             | Union Européenne | 22,0                                             |
| Brésil     | 14,0                                             | Indonésie        | 3,0                                              |
| Etats-Unis | 8,0                                              | Thaïlande        | 2,5                                              |
| Inde       | 4,5                                              | Vietnam          | 2,5                                              |
| ...        | ...                                              | ...              | ...                                              |
| Monde      | 59,0                                             | Monde            | 59,0                                             |